# Spurius Maecius Tarpa
 (janvier 2019).
Pour l’article homonyme, voir Tarpa.
Spurius Maecius Tarpa ou Spurius Maetius Tarpa est un critique romain du milieu du Ier siècle av. J.-C.
Il exerçait les fonctions d'organisateur de spectacle et de censeur dramatique et était l'un des commissaires chargés de choisir les poèmes dignes d'être déposés dans le temple des Muses. Il est cité avec honneur par Horace, avec mépris par Cicéron qui critique son manque de goût et sa grandiloquence vaine.
Il a rédigé un ouvrage sur l'histoire de la littérature ; le seul extrait qui nous soit parvenu distingue deux poètes nommés Terentius, Terentius Libo de Frégelles d'une part et l'affranchi africain Térence, le poète comique, d'autre part.